# Amerikaanse auto in 1994
Dit artikel geeft een overzicht van alle Amerikaanse en Australische personenwagens die op de markt kwamen in 1994. De auto's staan alfabetisch gerangschikt per merk.

## Noord-Amerika
| Chevrolet GMC |                  | concern: | General Motors Verenigde Staten |
| Chevrolet GMC | divisie:         | |                                 |
| Chevrolet GMC | merk:            | Chevrolet en GMC Verenigde Staten |                                 |
| Chevrolet GMC | model:           | Blazer drie- en vijfdeur-suv (Chevrolet; 2e generatie; de luxueuzer variant van Oldsmobile verscheen in 1995; vanaf eind 1998 werd het hoogste uitrustingsniveau als TrailBlazer verkocht) Jimmy (badge-engineered versie van GMC; vanaf eind 1997 werd het hoogste uitrustingsniveau als Envoy verkocht; bleef na de introductie van de nieuwe Envoy nog tot 2005 in productie voor de Canadese markt) |                                 |
| Chevrolet GMC | einde productie: | 2005 |                                 |
| Chevrolet GMC | productieaantal: | ? |                                 |

| Chevrolet |                  | concern:                                           | General Motors Verenigde Staten |
| Chevrolet | divisie:         |                                                    |                                 |
| Chevrolet | merk:            | Chevrolet Verenigde Staten                         |                                 |
| Chevrolet | model:           | Monte Carlo (5e generatie; hernoemde Lumina coupé) |                                 |
| Chevrolet | einde productie: | 1999                                               |                                 |
| Chevrolet | productieaantal: | ?                                                  |                                 |

| Chrysler Dodge |                  | concern: | Chrysler Corporation Verenigde Staten |
| Chrysler Dodge | divisie:         | |                                       |
| Chrysler Dodge | merk:            | Chrysler en Dodge Verenigde Staten |                                       |
| Chrysler Dodge | model:           | Cirrus (Chrysler), Stratus (Dodge) sedan (1e generatie; buiten Noord-Amerika verkocht als Chrysler Stratus; in 1995 verscheen ook een goedkopere versie als Plymouth) |                                       |
| Chrysler Dodge | einde productie: | 2000 |                                       |
| Chrysler Dodge | productieaantal: | 249.927 (Cirrus verkocht in de Verenigde Staten), ca. 500.000 (Stratus verkocht in de Verenigde Staten)                                                               |                                       |

| Chrysler Dodge Plymouth |                  | concern: | Chrysler Corporation Verenigde Staten |
| Chrysler Dodge Plymouth | divisie:         | |                                       |
| Chrysler Dodge Plymouth | merk:            | Chrysler, Dodge en Plymouth Verenigde Staten                                                                                              |                                       |
| Chrysler Dodge Plymouth | model:           | Neon coupé / sedan (1e generatie; hetzelfde model werd onder drie merken van Chrysler Corporation verkocht, als Chrysler enkel als sedan) |                                       |
| Chrysler Dodge Plymouth | einde productie: | 1999 |                                       |
| Chrysler Dodge Plymouth | productieaantal: | ca. 1,5 miljoen |                                       |

| Ford |                  | concern:              | onafhankelijk |
| Ford | divisie:         |                       |               |
| Ford | merk:            | Ford Verenigde Staten |               |
| Ford | model:           | Probe                 |               |
| Ford | einde productie: | 1998                  |               |
| Ford | productieaantal: | ?                     |               |

| Ford |                  | concern:                | onafhankelijk |
| Ford | divisie:         |                         |               |
| Ford | merk:            | Ford Verenigde Staten   |               |
| Ford | model:           | Windstar (1e generatie) |               |
| Ford | einde productie: | 1998                    |               |
| Ford | productieaantal: | ?                       |               |

| Pontiac |                  | concern:                 | General Motors Verenigde Staten |
| Pontiac | divisie:         |                          |                                 |
| Pontiac | merk:            | Pontiac Verenigde Staten |                                 |
| Pontiac | model:           | Trans Sport              |                                 |
| Pontiac | einde productie: | 1996                     |                                 |
| Pontiac | productieaantal: | ?                        |                                 |

## Latijns-Amerika
| Chevrolet |                  | concern:                                                                               | General Motors Verenigde Staten |
| Chevrolet | divisie:         | General Motors do Brasil Brazilië                                                      |                                 |
| Chevrolet | merk:            | Chevrolet Verenigde Staten                                                             |                                 |
| Chevrolet | model:           | Astra GLS vijfdeurhatchback/stationwagen (1e generatie; badge-engineered Opel Astra F) |                                 |
| Chevrolet | einde productie: | 1996                                                                                   |                                 |
| Chevrolet | productieaantal: | ?                                                                                      |                                 |

| Chevrolet |                  | concern: | General Motors Verenigde Staten |
| Chevrolet | divisie:         | General Motors do Brasil Brazilië                                                                                 |                                 |
| Chevrolet | merk:            | Chevrolet Verenigde Staten                                                                                        |                                 |
| Chevrolet | model:           | Corsa sedan/stationwagen/drie- en vijfdeurhatchback (1e generatie; gebaseerd op en badge-engineered Opel Corsa B) |                                 |
| Chevrolet | einde productie: | 2001 |                                 |
| Chevrolet | productieaantal: | ? |                                 |

| JPX |                  | concern:     | onafhankelijk |
| JPX | divisie:         |              |               |
| JPX | merk:            | JPX Brazilië |               |
| JPX | model:           | Montez       |               |
| JPX | einde productie: | 2001         |               |
| JPX | productieaantal: | ?            |               |

| Volkswagen |                  | concern:          | Volkswagen AG Duitsland |
| Volkswagen | divisie:         |                   |                         |
| Volkswagen | merk:            | Volkswagen Mexico |                         |
| Volkswagen | model:           | Caravelle         |                         |
| Volkswagen | einde productie: | 1999              |                         |
| Volkswagen | productieaantal: | ?                 |                         |

| Volkswagen |                  | concern:                        | Volkswagen AG Duitsland |
| Volkswagen | divisie:         |                                 |                         |
| Volkswagen | merk:            | Volkswagen Argentinië, Brazilië |                         |
| Volkswagen | model:           | Gol Mark II                     |                         |
| Volkswagen | einde productie: | 1999                            |                         |
| Volkswagen | productieaantal: | ?                               |                         |

| Volkswagen |                  | concern:            | Volkswagen AG Duitsland |
| Volkswagen | divisie:         |                     |                         |
| Volkswagen | merk:            | Volkswagen Brazilië |                         |
| Volkswagen | model:           | Parati              |                         |
| Volkswagen | einde productie: | 1999                |                         |
| Volkswagen | productieaantal: | ?                   |                         |

| Volkswagen |                  | concern:            | Volkswagen AG Duitsland |
| Volkswagen | divisie:         |                     |                         |
| Volkswagen | merk:            | Volkswagen Brazilië |                         |
| Volkswagen | model:           | Pointer             |                         |
| Volkswagen | einde productie: | 1999                |                         |
| Volkswagen | productieaantal: | ?                   |                         |

## Australië
| Ford |                  | concern:                                                                                         | Ford Motor Company Verenigde Staten |
| Ford | divisie:         | Ford Australia Australië                                                                         |                                     |
| Ford | merk:            | Ford Verenigde Staten                                                                            |                                     |
| Ford | model:           | Laser drie- en vijfdeurhatchback / sedan (4e generatie; badge-engineered 8e generatie Mazda 323) |                                     |
| Ford | einde productie: | 1998                                                                                             |                                     |
| Ford | productieaantal: | ?                                                                                                |                                     |

| Holden |                  | concern: | General Motors Verenigde Staten |
| Holden | divisie:         | |                                 |
| Holden | merk:            | Holden Australië |                                 |
| Holden | model:           | Barina drie- en vijfdeurhatchback (3e generatie; badge-engineered 2e generatie Opel Corsa; vanaf 1997 ook als cabriolet verkocht) |                                 |
| Holden | einde productie: | 2000 |                                 |
| Holden | productieaantal: | ? |                                 |

| Holden |                  | concern:                                                                                    | General Motors Verenigde Staten |
| Holden | divisie:         |                                                                                             |                                 |
| Holden | merk:            | Holden Australië                                                                            |                                 |
| Holden | model:           | Nova vijfdeurhatchback / sedan (2e generatie; badge-engineered 7e generatie Toyota Corolla) |                                 |
| Holden | einde productie: | 1997                                                                                        |                                 |
| Holden | productieaantal: | ?                                                                                           |                                 |